# Robert Bengel
Alfred Robert Bengel (né le 17 septembre 1905 à Seltz, (Bas-Rhin) et mort le 31 octobre 1987 à Vaux-sur-Seine (Yvelines) est un abbé français, résistant à Solignac en Haute-Vienne, où il sauve de nombreux enfants juifs. Il est reconnu comme un Juste parmi les nations par Yad Vashem.

## Biographie
Robert Bengel,, est né le 17 septembre 1905 à Seltz (Bas-Rhin)
Il est le second d'une fratrie de quatre enfants. Son père est un cheminot
.
Il étudie au lycée de Saverne puis au Grand Séminaire de Strasbourg. Il obtient une licence en 1928 de la Faculté de Théologie de Strasbourg.
Il fait son service militaire en Syrie. Il y contracte la fièvre typhoïde et la malaria. Il est déclaré inapte au service armé.
En 1935 (ou  1936),  il devient vicaire de la paroisse de Niederbronn-les-Bains (Bas-Rhin). Il y fonde la Jeunesse Ouvrière Chrétienne (JOC).
En 1936, Il devient aumônier à l’École Normale Catholique Publique d’Instituteurs du Bas-Rhin à Obernai,.

### Seconde Guerre mondiale
En novembre 1939, il accompagne les élèves repliés à Solignac (Haute-Vienne).
Robert Bengel entre dans le mouvement Combat (Résistance).
Le docteur Gaston Lévy, médecin pédiatre et une des figures importantes de l'Œuvre de secours aux enfants (OSE) durant la Seconde Guerre mondiale, raconte dans ses Souvenirs (page 5) :
"C'était le 27 août 1942, le jour après l'enlèvement de quelques enfants en bas âge, dans la honteuse intention de vouloir les faire déporter avec leur famille, dans l'action euphémiquement appelée "Réunion des familles", un prêtre catholique, l'abbé Bengel, venait me voir .
Il avait été évacué au début de la guerre d'un village derrière la ligne Maginot avec ses villageois, sur le Limousin. Il résidait à Solignac près de Limoges. "J'ai entendu, docteur, que vous vouliez cacher des gosses ?
- Oui, nous sommes malheureusement obligés de soustraire les enfants des griffes de la Gestapo et de leurs collaborateurs français.
- Je suis votre homme. Je me suis fait beaucoup d'amis dans le milieu rural et je placerai les enfants que vous me donnerez dans des familles sûres où personne ne les prendra.
Il a pris immédiatement un certain nombre d'enfants et les a emmenés en lieu sûr.
Le lendemain, ce même abbé Bengel est revenu me voir pour me prier de lui écrire le Hamalakh Hagoël (la prière du soir) dans des lettres latines pour qu'il puisse, le soir, faire la ronde de ses protégés et leur faire réciter la prière avant de dormir.
Le brave abbé est resté notre collaborateur fidèle jusqu'à la fin de la guerre. Il savait trouver des placements sûrs chez les paysans et en trouvait aussi pour les adultes.
Pour les convoyeurs et les convoyeuses des gens à mettre à l'abri, il est devenu l'abbé "marche ou crève", car il n'admettait pas qu'on puisse vouloir se reposer entre deux convoyages urgents"..
Début novembre 1943, il échappe à l'arrestation et entre dans la clandestinité.
Il poursuit son activité de résistant jusqu'en 1944, il se réfugie dans un couvent dans les Vosges.

### Après la guerre
Après la Libération, il devient curé d'une paroisse du côté de Saverne (canton de Marmoutier).
En avril 1958, il quitte l'Alsace et s'installe, à Anzeling (Moselle).
En 1962. il s'installe à Vaux-sur-Seine Yvelines, où il meurt le 31 octobre 1987.

## Œuvres
- Le Merveilleux Humain[1]

## Honneurs
- Reconnu comme Juste parmi les Nations par Yad Vashem, à titre posthume, le 18 septembre 2002[2].
- Médaille de la Résistance[2].